# Fernando Jóse Fernandes Costa Mascarenhas, 11. Marquês de Fronteira
Dom Fernando Jóse Fernandes Costa Mascarenhas, 11. Marquês de Fronteira; 9. Marquês de Alorna; 12. Conde de Torre; 13. Conde de Assumar; 12. Conde de Coculim (* 17. April 1945 in Lissabon, Portugal; † 12. November 2014 ebenda), gehörte zu den höchsten portugiesischen Adligen. Er war Oberhaupt der Mascarenhas-Dynastie sowie der 11. Marquês de Fronteira, einer Dynastie, die einstmals für ihre Königstreue bekannt war. Dom Fernando selbst galt als bedeutender Verfechter und Kämpfer für die Demokratie in Portugal. Er war außerdem als Autor tätig.

## Familie
Der 11. Marquês wurde 1945 als Sohn von Dom Fernando de Mascaranhas (1910–1956) und Dona Maria Margarida da Canavarro Fernandes Costa geboren. Von 1967 bis 1984 war Dom Fernando in erster Ehe mit Dona Isabel Cristina Cardigas dos Reis verheiratet, es folgte von 1984 bis zur Scheidung 2002 die zweite Ehe mit Mafalda Osorio Miquelino.

## Leben und Wirken
Dom Fernando studierte Philosophie in Lissabon, Coimbra und Nanterre. Von 1979 bis 1988 war er als Mitarbeiter der Universität Évora tätig. Seine Haupttätigkeiten erschöpften sich in der Verwaltung des Schlosses und in Repräsentationspflichten. In der Zeit der portugiesischen Diktatur stellte der kultivierte und schwergewichtige Marquis demokratischen Oppositionellen sein Haus für Treffen zur Verfügung. Auch nach der Nelkenrevolution 1974 trat er öffentlich immer wieder als Verfechter für die Demokratie in Portugal auf.
Im Jahr 1989 gründete Dom Fernando die Stiftung Fundação das Casa de Fronteira e Alorna.  Sie soll kulturelle, wissenschaftliche und pädagogische Studien und Begegnungen fördern. Als Vorsitzender der Stiftung führte Dom Fernando regelmäßig Initiativen, die mit Literatur, Kunst und Musik verknüpft waren, sowohl in seinem Schloss aus dem siebzehnten Jahrhunderts, dem Palácio dos Marqueses de Fronteira in São Domingos de Benfica, als auch in den Räumlichkeiten von Ponte de Sor und Herdade da Torre im Bezirk Portalegre. Im fünften Teil Schlösser in der Estremadura, Portugal der Dokumentationsreihe Schlösserwelten Europas wurde der Marquis und der Palácio dos Marqueses de Fronteira vorgestellt.
Dom Fernando starb nach längerer Krankheit am 12. November 2014 im Alter von 69 Jahren in Lissabon. Er wurde im Sala das Batalhas (Saal der Schlachten) im Palacio dos Marqueses de Fronteira aufgebahrt und auf dem Cemeterio de Benfica (Friedhof von Benfica) begraben. Mit seinem Tod starb auch der letzte Nachkomme des Hauptzweiges der Mascarenhas-Dynastie, da der Marquis kinderlos blieb. Als seinen Nachfolger bestimmte er einen Verwandten aus einem Zweig der Mascarenhas.

## Werke
- Sumão ao meu sucesso, 2003, Sachbuch.
- The Marques and the Anthropologist: a collaboration, 2005, Sachbuch.